# Hueytown
La ville de Hueytown est située dans le comté de Jefferson, dans l’État de l’Alabama, aux États-Unis. En 2010, elle comptait 16 105 habitants.

## Démographie
| 1960  | 1970  | 1980   | 1990   | 2000   | 2010   | - | - |
| ----- | ----- | ------ | ------ | ------ | ------ | - | - |
| 5 997 | 8 174 | 13 452 | 15 280 | 15 364 | 16 105 | - | - |

## Source
- (en) Cet article est partiellement ou en totalité issu de l’article de Wikipédia en anglais intitulé « Hueytown, Alabama » (voir la liste des auteurs).